# Un día (One Day)
Singles par J Balvin
Anaranjado
(2020) Relación (Remix)
(2020)
Singles par Dua Lipa
Hallucinate
(2020) Levitating
(2020)
Singles par Bad Bunny
Cómo se siente (Remix)
(2020) Yo perreo sola (Remix)
(2020)
Singles par Tainy
Agua
(2020) Falta
(2020)
Clip vidéo
[vidéo] « Un día (One Day) », sur YouTube
Un día (One Day) est une chanson du chanteur colombien J Balvin, de la chanteuse anglaise Dua Lipa et des artistes porto-ricains Bad Bunny et Tainy. Elle est sortie en single le 23 juillet 2020 sous le label Universal Records.

## Crédits
Crédits adaptés depuis Tidal.
- J Balvin – production, production exécutive, écriture, voix
- Dua Lipa – écriture, voix
- Bad Bunny – écriture, voix
- Tainy – production, écriture, enregistrement, personnel du studio
- Alejandro Borrero – écriture
- Clarence Coffee Jr. – écriture
- Daystar Peterson – écriture
- Ivanni Rodriguez – écriture
- Angelo Carretta – mastering, mixage audio, personnel du studio
- Colin Leonard – mastering, personnel du studio
- Josh Gudwin – mixage audio, personnel du studio

## Classements et certifications

### Classements hebdomadaires
| Classement (2020)                       | Meilleure position |
| --------------------------------------- | ------------------ |
| Allemagne (GfK Entertainment)           | 94                 |
| Argentine (Hot 100)                     | 22                 |
| Belgique (Flandre Ultratip 100)         | 1                  |
| Belgique (Wallonie Ultratop 50 Singles) | 18                 |
| Bolivie (Monitor Latino)                | 9                  |
| Brésil (Top 100 Airplay)                | 93                 |
| Bulgarie (Prophon)                      | 3                  |
| Canada (Hot 100)                        | 70                 |
| Canada (CHR/Top 40)                     | 42                 |
| Canada (Hot AC)                         | 40                 |
| CEI (Tophit)                            | 341                |
| Chili (Monitor Latino)                  | 7                  |
| Colombie (National Report)              | 5                  |
| Costa Rica (Monitor Latino)             | 1                  |
| Croatie (HRT)                           | 47                 |
| Espagne (PROMUSICAE)                    | 6                  |
| Estonie (Eesti Tipp-40)                 | 15                 |
| États-Unis (Hot 100)                    | 63                 |
| États-Unis (Hot Latin Songs)            | 1                  |
| États-Unis (Latin Airplay)              | 1                  |
| États-Unis (Pop Airplay)                | 40                 |
| États-Unis (Rhythmic Songs)             | 17                 |
| États-Unis (Rolling Stone Top 100)      | 42                 |
| France (SNEP)                           | 144                |
| Grèce (IFPI Greece)                     | 38                 |
| Guatemala (Monitor Latino)              | 7                  |
| Honduras (Monitor Latino)               | 3                  |
| Hongrie (Single Top 40)                 | 36                 |
| Irlande (Irish Singles Chart)           | 55                 |
| Italie (FIMI)                           | 23                 |
| Lituanie (AGATA)                        | 48                 |
| Mexique (AMPROFON)                      | 2                  |
| Mexique (México Airplay)                | 3                  |
| Global 200 (Billboard)                  | 30                 |
| Nicaragua (Monitor Latino)              | 2                  |
| Nouvelle-Zélande Hot Singles (RMNZ)     | 20                 |
| Panama (Monitor Latino)                 | 2                  |
| Paraguay (Monitor Latino)               | 13                 |
| Pays-Bas (Nederlandse Top 40)           | 13                 |
| Pays-Bas (Single Top 100)               | 24                 |
| Pérou (Monitor Latino)                  | 2                  |
| Pologne (ZPAV)                          | 10                 |
| Porto Rico (Monitor Latino)             | 14                 |
| Portugal (AFP)                          | 18                 |
| République dominicaine (SodinPro)       | 9                  |
| Roumanie (Airplay 100)                  | 31                 |
| Royaume-Uni (UK Singles Chart)          | 72                 |
| Salvador (Monitor Latino)               | 2                  |
| Slovaquie (IFPI Rádio)                  | 72                 |
| Suisse (Schweizer Hitparade)            | 30                 |

### Certifications
| Région | Certification       | Ventes/Streams |
| --- | ------------------- | -------------- |
| Espagne (Promusicae) | Platine             | 40 000‡        |
| États-Unis (RIAA) | 4 × Platine (Latin) | 240 000‡       |
| Italie (FIMI) | Or                  | 35 000‡        |
| Mexique (AMPROFON) | Platine             | 60 000*        |
| *Ventes selon la certification ^Mise en rayon selon la certification xNon précisé par la certification ‡ventes/streaming selon la certification |                     |                |

## Historique de sortie
| Pays       | Date            | Format                                                | Label     | Réf.   |
| ---------- | --------------- | ----------------------------------------------------- | --------- | ------ |
| Divers     | 23 juillet 2020 | - Téléchargement - streaming                          | Universal | [ 57 ] |
| Australie  | 24 juillet 2020 | Diffusion radiophonique (contemporary hit radio)      | Universal | [ 58 ] |
| Italie     | 24 juillet 2020 | Diffusion radiophonique (contemporary hit radio)      | Universal | [ 59 ] |
| États-Unis | 4 août 2020     | Diffusion radiophonique (contemporary hit radio)      | Republic  | [ 60 ] |
| États-Unis | 4 août 2020     | Diffusion radiophonique (rhythmic contemporary radio) | Republic  | [ 61 ] |